# ドリトル先生シリーズの登場キャラクター

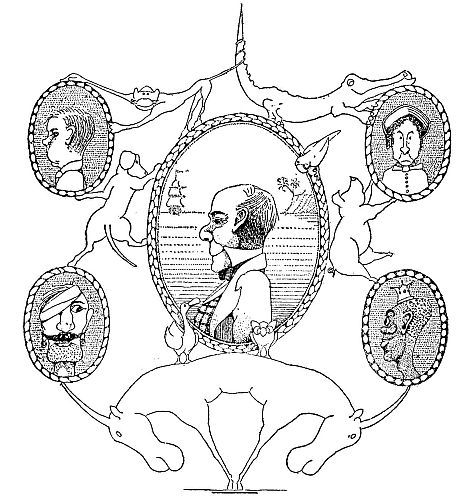
『ドリトル先生アフリカゆき』初版本（1920年）の内扉（ロフティング画）

ドリトル先生シリーズの登場キャラクター（ドリトルせんせいシリーズのとうじょうキャラクター）では、ヒュー・ロフティングの児童文学作品『ドリトル先生』シリーズ（全12巻・番外編1巻）に登場する人物と動物について記述して行く。
人物・動物の名称は原則として井伏鱒二訳の岩波書店（ドリトル先生物語全集・岩波少年文庫）版に拠り原文の名称をカッコ内に併記するが、特に必要な場合は河合祥一郎訳の角川つばさ文庫版における名称を本文中に記載する。また、各巻の表題は岩波版のものに統一する。注記で参照する本編中の描写に関しては版や訳者によりページ数が異なる為、ページ数ではなく「第1部2章」のような形で表す。

## ドリトル家の人物と動物
イングランド西部・スロップシャー（Slopshire）の田舎町・沼のほとりのパドルビー（Puddleby-on-the-Marsh）にあるドリトル家の屋敷に住む、或いは過去に住んでいた人物と動物たち。

### ドリトル家の人物
ジョン・ドリトル（John Dolittle）
主人公。世界でただ1人の動物と話せる医学博士。詳細は個別項目を参照。
サラ・ドリトル・ディングル（Sarah Dolittle Dingle）
先生の妹。作中に登場する唯一の親族である。先生がワニのジムを引き取ったことに愛想を尽かし、パドルビーを含むグリムブルドン教区の教区長を務める富豪のディングル家へ嫁いで行った。『サーカス』や『キャラバン』では先生と間の悪いところでたびたび再会し、その都度呆れている。後にリヴァプールへ転居し『緑のカナリア』ではウィンドルミアに在るロージーおばさんの家で開かれる編み物のサークルに参加している所で先生と鉢合わせしそうになった。

#### ドリトル邸に住む人物
トーマス・スタビンズ（Thomas "Tommy" Stubbins）
第2巻『航海記』から登場し、ドリトル先生を慕って住み込みの助手となった少年。周囲からは「トミー」と呼ばれているが、先生だけは礼儀正しく「スタビンズ君」と呼んでいる。シリーズ作品の大半は、オウムのポリネシアの記憶や先生の若い頃を知るパドルビーへの人々から聴き取った話を基にスタビンズが再構成した「回顧録」の形式をとる。
パドルビーの貧しい靴屋の一人息子で、学校に行けなかったが先生の助手となって読み書きを習い、ポリネシアからは動物語を教わった。後には高度な速記技術も身に着けている。
クモザル島から帰還した後、ドリトル邸の庭にある「動物園」の副園長に就任しネズミ・クラブや雑種犬ホームの会員たちの体験談を先生が考案した動物用の文字に書き起こして「スタビンズ&スタビンズ書店」名義で出版したりもしている。
父のジェイコブ・スタビンズは先生と旧知の仲で、先生はジェイコブの修理技術を高く評価しており靴直しは必ずジェイコブに依頼していた。ジェイコブの側も先生を尊敬しており、『航海記』で先生がスタビンズ家を訪ねてフルートを演奏した際には「西暦1839年にジョン・ドリトル医学博士が当家でフルートを演奏する」と示す記念の銘板を玄関に掲げたほどであった。
バンポ・カアブウブウ王子（Prince Bumpo Kahbooboo）
アフリカの王政国家・ジョリギンキ王国の第一王子。名前は原文において"Bumpo Kahbooboo"の語順であるが、井伏訳では逆転して「カアブウブウ・バンポ」の語順となっている。快活かつ素直な青年で、屈強な長身と、類稀な視力と腕力を誇る。西洋人の童話、特に『眠り姫』を愛読し、白い肌にあこがれていた。父王に捕らわれていた先生一行の脱獄を、ポリネシアの説得で手助けした。その際に報酬として、先生が調合した薬液で顔面の肌を一時的に白くすることに成功した。『航海記』でポリネシアが話すところでは、脱色した顔の肌は次第に元の色に戻ったが、アルビノで肌が白く足の大きなネグロイドの女性を発見して「彼女こそが探し求めていた眠り姫だ」と言って結婚し、その女性はジョリギンキでバンパァ王太子妃（Crown-Princess BumPAH、ポリネシア曰く「PAH」を強く発音する）として知られている。また、ジョリギンキの王族は一夫多妻の為、バンポには王太子妃を筆頭に合計で6人の夫人がいるとされている。後にオックスフォード大学へ留学するが、靴と代数学は苦手の様子である。大学が休みの間にクモザル島への航海へ同行して以降、しばらく先生の屋敷に投宿していたが、先生とスタビンズが月へ行っている間に大学へ復学する旨の置き手紙を残して屋敷を去った。

### ドリトル家の動物たち
ポリネシア（Polynesia, the parrot）
とある船でペットとして飼われていた、180歳を超えるアフリカ出身のオウム。あらゆる言語に堪能で、ドリトル先生とスタビンズの語学の師である。怒るとスウェーデン語で悪態を口走る癖がある。
ジップ（Jip, the dog）
ドリトル邸の番犬。動物語を習得したドリトル先生と信頼関係を結んでいるため、鎖に繋がれていない。同胞愛が強く、雑種であることを誇りにしていて、人間の純血種尊重を馬鹿にしている。『動物園』で「雑種犬ホーム」を開設してからはしばしば雑種の野良犬を連れ帰るようになった。
『アフリカゆき』では、海賊団への参加を断った為に岩礁へ置き去りにされた船長の、日頃から愛用していた嗅ぎタバコの匂いだけを手掛かりに、居場所を特定して救出に成功し、船長が住む町の町長から、名前と「世界一の賢い犬」（Jip, the Wisest Dog in the World）と銘が入れられた金の首輪を贈られた。以後、この首輪を“勲章”として首に嵌めている。また『郵便局』では著名な画家のジョージ・モーランドと再会した際のエピソードを明かしている。
ダブダブ（Dab-Dab, the duck）
ドリトル家の家政婦役で、細かいことに良く気づき、愚痴と世話焼きが大好きなアヒル。動物に甘いドリトル先生に代わって動物たちをたしなめ、家事をこなす。発言もおばさん調。ただ手を持たない鳥類であるため、ろうそくを灯した燭台を運ぶことはできても、壁に掛けられた鍋の手入れまでは無理であった。
チーチー（Chee-Chee, the monkey）
ドリトル先生の患者だったチンパンジー。イタリア人の手回しオルガン奏者に飼われていたが、先生に1シリングで買い取られ家族の一員となる。『アフリカゆき』で一度はアフリカに残る道を選ぶが、後に人間の女の子に変装して船に乗り、先生宅に戻って来た。
トートー（Too-Too, the owl）
計算が得意で複式簿記もこなすフクロウ。金銭管理が苦手なドリトル先生に代わって会計をしている。考え方も非常に保守的で、ポリネシアやダブダブと共にしばしば先生の経済観念の甘さに苦言を呈する。
ガブガブ（Gub-Gub, the pig）
食欲旺盛で、ドリトル家のコメディリリーフ的な役回りのブタ。番外編『ガブガブの本』では主人公となった。トリュフを掘り当てるのが得意で、野菜のオランダボウフウが好物。短慮な性格のためトラブルが多く、また何でも食物に結びつけて考えるため、しばしば笑い物になったりダブダブを呆れかえらせたりするが、美食家として『食物百科大事典』全20巻を書き記さんという食物のうんちくの大家でもある。
白ネズミ（White mouse）
アルビノの為、体毛が白いハツカネズミ。『アフリカゆき』の原文ではホワイティ（Whitey）と愛称で呼ばれることもあったが『郵便局』以降はこの愛称は使われなくなり"White mouse"と呼ばれるようになった。ガブガブなどに浴びせる"Tee, hee"（チー、ヒー）という忍び笑いが特徴。手先が器用で、砂粒の色を見分けられるほどの鋭い観察力を持ち幾度となく先生を手助けするが『秘密の湖』では大失態を犯してしまう。
ロンドン生まれで、雪の季節しか出歩けないなど困窮していた。他のネズミと同じように黒い体毛が欲するが手違いで青い染料壺に飛びこんでしまい、ドリトル先生の治療を受けてからドリトル家のピアノをねぐらにしている。先生の庭の「動物園」の市長と「ネズミ・クラブ」の会長を兼務する。
年取った馬（old lame horse）
ドリトル邸で昔から飼われている老馬（『アフリカゆき』の時点で25歳とされる）。登場機会は比較的多いが、名前は不明である。サラがディングル家に嫁いだ後は薪集めをして家事を支える。登場期間は長いが航海に同行することはなく、先生が旅から帰るたびに出迎えをする。
オシツオサレツ（Pushmi-pullyu）
河合訳では「ボクコチキミアチ」。非常に希少な種で、胴体の前後にそれぞれ頭がついている、後ろ向きに二本角のついた有蹄類。本人によると一角獣の親戚らしい。『アフリカゆき』で一行に加わる。危機に敏感で、片方の頭が眠っている間も残る片方の頭が起きている。重度の恥ずかしがり屋だが、先生の人柄を慕っており『アフリカゆき』や『サーカス』では「先生の役に立てるなら」と我慢して見世物になっている。
イティー（Itty）
ドリトル先生が月から帰る際、志願して付いてきた神秘的な猫。ダブダブやポリネシア、ジップ、白ネズミからは猫と言うだけで蛇蝎の如く嫌われ、特に"cat"（猫）と言う単語すら耳にしたくないと言うポリネシアが「just call it "It"」（「それ」と呼びなさいよ）と発言したことを受けてスタビンズがイティー（Itty）と命名した。当初は一家の動物たちに気味悪がられていたが、スタビンズのとりなしで一家に加わる。喉を鳴らすと、不思議な響きを発する。皆の白眼視も気に掛けず飄々としており、後に最も敬遠されていた白ネズミやジップとも友達になった。

## パドルビーの人々
先生やスタビンズの故郷である沼のほとりのパドルビー（Puddleby-on-the-Marsh）の住人たち。
マシュー・マグ（Matthew Mug）
ペットの餌用に屑肉を売る猫肉屋を稼業とする男。毎年、クリスマスの時期だけ必ずリウマチを発症して先生に薬を調合してもらい6ペンスを支払っている。ジプシー（ロマ）の血を引く気のいい男で、文盲ながら機転も利くが、裏の顔は手癖の悪い札付きの密猟者で、ムアスデン荘園の火災の際には混乱に乗じてダイヤモンドを盗み出した（先生の指示で白ネズミが気づかれないように戻した）。窃盗の現行犯で何度も逮捕・投獄されており、ジェントリで曲がりなりにも紳士の先生と親友である事は司法当局からも訝しがられている。サーカス団時代は天才的な司会能力を発揮し、副団長として先生をサポートした。
テオドシア・マグ（Theodosia Mug）
マシューの夫人。夫と違って学のある人物で、字が読めない夫に先生の著書を読み聞かせたりしている。サーカス団時代は動物を含む団員の衣装と日誌を担当していた。『月から帰る』では、スタビンズは自分を「坊っちゃん」扱いするテオドシアを苦手とする様子が描写されている。
ジェンキンス（Jenkins）
ジョージ3世の治世（1760年 - 1820年）に流行した様式の大きな邸宅を構える地主。先生の元患者だが『アフリカゆき』で先生が自宅で動物を飼うようになってからはハリネズミの上に腰かけてしまったリウマチのおばあさんと同様に「あの家には絶対に近寄らない」と公言していた。その後は『サーカス』や『楽しい家』の「気絶した男」で時折、名前が出て来る。名馬・オニユリ号を始め何頭もの馬を飼っており、厩舎では多くの厩務員が働いている。
貝ほりのジョー（Joe, the mussel-man）
『航海記』と『秘密の湖』に登場。沖合の岩にへばりつく貝やロブスターを採って生計を立てている漁師。傘から凧を作るなど、手先が器用でスタビンズと仲が良く、ドリトル先生と出会うきっかけを作った。先生の一行が航海に出る為の船を少なくとも2回、調達しており『航海記』では3人乗りのダイシャクシギ号（Curlew）を、『秘密の湖』ではダイシャクシギ号よりも小回りの利くスループ船のアホウドリ号（Albatross）を用意している。
ベロス大佐（Colonel Bellowes）
『航海記』と『月からの使い』に登場。スタビンズ靴店の常連客の1人だが、威張り散らしている為に周囲の人望は余り無いらしく、トミーも『航海記』でベロスに時間を訪ねた際に寒いからと懐中時計を取り出すのを拒んだ態度を、その直後に出会ったドリトル先生との対比で「嫌な大人」の典型と評している。『月からの使い』ではジップとクリングに花壇を荒らされ、チューリップの球根を持ち去られて追いかけるが取り返せなかった。その球根は雑種犬ホームの「犬の博物館」に展示されている。
世捨て人のルカ（Luke the Hermit）
11年ほど前にパドルビー郊外へ移り住み、普段は人目を避けて生活していることから「世捨て人」と呼ばれている中年男性。英語名に即した発音は「ルーク」だが、河合訳が原文通りに「ルーク」としているのを除いて井伏訳など大半が"Luke"に対応したイタリア語名"Luca"を採って「ルカ」としている。
先生とスタビンズの共通の知人であるが、クモザル島への航海に際して手配された船が3人でないと操れない為に2人で航海への同行を要請に行ったところ、ルカは15年前にメキシコで起きた殺人事件の容疑者として逮捕されて巡回裁判に掛けられる所であった。先生がルカの飼い犬・ボッブの目撃証言を通訳した結果、無罪となり事件後に別れていた妻とも復縁するが裁判の顛末が有名になり過ぎてパドルビーでの生活が息苦しくなったため、夫婦で密航しペンザンスで降ろされた。
シドニー・スログモートン（Sidney Throgmorton）
先生の邸宅からほど近い場所に在るムアスデン荘園の地主・スログモートン家の当主。1年前に亡くなった父のジョナサンと不仲で、イギリス各地に在る所有地を回ることも無くムアスデン荘園の屋敷に留まっており先代からの使用人も全て解雇してしまった。先生が屋敷の地下室に住むネズミから火事を知らされ、ムアスデン荘園の屋敷へ駆け付けて消火に当たった際も全く感謝すること無く「不法侵入で訴える」と高圧的な態度を取り、気性が荒く屋敷へ侵入した泥棒を噛み殺したことも有るマスティフのダイナとウルフをけしかけたが、2匹は先生の指示に従って退却してしまった。
先代の当主・ジョナサンは口の悪いスズメのチープサイドが一目置くほどの好人物で、動物に対しては特に深い思いやりを持っていたが、一人息子であるシドニーとの関係は上手く行っていなかった。ジョナサンの遺言書が発見された後、その遺言によって全ての遺産がシドニーには継がされず動物愛護団体や福祉団体に贈与されることが確認され、全財産を失いオーストラリアへ移住することになってしまう（荘園の火災は、在り処の分からない遺言書を屋敷ごと無き物にしようとしたシドニーの放火が疑われている）。
オバディア・シンプソン（Obadiah Simpson）
『月から帰る』に登場。マシューが猫用の餌として売る肉を卸している精肉店・シンプソン親子商会の店主。計算が苦手で悪筆の為、伝票の扱いを巡って顧客とのトラブルが多い。動物を養う為に仕事を探していたスタビンズがマシューの紹介で代わりに伝票整理の仕事を引き受ける。

## 主な動物たち
ドリトル家の外に住み、先生に協力する動物たち。

### 鳥
先生に協力する鳥たち。

#### ロンドン・スズメ
ロンドンの街に暮らすスズメたち。
チープサイド（Cheapside）
セント・ポール大聖堂の南側にあるエドマンド殉教王像の左耳に営巣する、ロンドンっ子（londoner）を自負するスズメ。妻のベッキーと数十羽の子供がいる。『航海記』では端役であったが『郵便局』『キャラバン』『秘密の湖』ではその情報網を武器に活躍した。喧嘩っ早く「田舎者」を見下す癖があるのが玉に瑕。
ベッキー（Becky）
チープサイドの妻。セント・ポール大聖堂よりも以前に巣を作っていたリージェンツ・パークが気に入っている。『秘密の湖』では夫のチープサイドと共にジュンガニーカ湖の様子を見に行き、嵐に遭いながらもドロンコが地震で生き埋めになったことを先生に報告した。
片目のアルフ（One-Eyed Alf）
ロンドン南東部のグリニッジを縄張りにする不良のスズメ。『緑のカナリア』でチープサイドに動員されてピピネラの元の飼い主である窓ふき屋を捜索し、貧民病院に収容されている所を発見した。

#### ツバメ
韋駄天のスキマー（Speedy-the-Skimmer）
ツバメのリーダー。河合訳では「波飛びのスピーディー」。『楽しい家』の「あおむねツバメ」でガンビア・グーグー国のイワツバメ乱獲を止めさせた際が先生との初対面で、以後もドリトル一家の“海外駐在員”として情報収集などに活躍する。探索能力に長けており、クイップを含む大勢の部下と共に度々先生一行を救った。優秀なスポッター（観測手）でもあり、『郵便局』では先生を指導して、薄暮のもとで大砲の弾を奴隷商人の船に命中させた。
飛脚のクイップ（Quip-the-Carrier）
『アフリカゆき』で猿たちが伝染病に苦しめられているとの急報を入れたツバメ。河合訳では「運び屋のクイップ」。“大将をそんなに度々危険に曝すわけにはいかない”というツバメ達の話し合いにより、リーダーのスキマーに代わって籤で任務を引き当て、季節外れのイギリスへ決死の旅に出て務めを果たした。その際の勲章としてトウモロコシの毛を赤く染めたリボンを足に巻き付けている。

#### カナリア・オペラ
『キャラバン』において、先生がロンドンで上演した「カナリア・オペラ」に出演した鳥。
ピピネラ（Pipinella）
『緑のカナリア』の主人公。美声を持つ緑のカナリア。愛称はピップ（Pip）。『キャラバン』では雌が歌うものではないというしきたりに抗い、家族にたびたびいじめられていたが、歌の練習をやめなかった。ロンドン郊外・グリーンヒースのペットショップで売られていたところ、通りかかった先生がその美声を聞きつけ、マシューに頼んでピピネラを購入した。初対面の後、先生はピピネラの生い立ちを基にした「カナリア・オペラ」を思い付き、ピピネラは自身が主演するこのオペラで美しい歌を披露することになる。
ツインク（Twink）
ピピネラの最初の夫となったカナリア。ピピネラも一目置くほどの美声の持ち主だが、優柔不断で頼りないところがある。ピピネラが窓ふき屋に引き取られた後の所在は不明であったが、ロンドンのイーストエンドに在るハリスのペットショップで売られていた所を発見されて買い取られる。ハリスの店が劣悪な環境であった為に喉をひどく傷めていたが、先生の治療で本来の美声を取り戻しピピネラと「カナリア・オペラ」で共演する。サーカス団の解散後は、団員であった道化師のホップに引き取られた。

#### その他の鳥
ミランダ（Miranda）
『航海記』に登場したブラジルのアマゾン熱帯雨林で生まれ育った美しい紫ゴクラクチョウ。チープサイドやスキマーと並び、通信に活躍。繊細な淑女だが、その美貌ゆえに苦労が絶えない。『秘密の湖』では娘のエスムラルダ（Esmeralda）を代わりに派遣している。
カタカタメ（One Eye）
『郵便局』に登場。アンゴラ近海の岩礁を棲家とする、ミサゴと餌を取り合って右目を失明した過去を持つ年老いたアホウドリ。スティヴン岬の異変を先生に知らせたカモメの紹介で先生と知り合った。世界中の気象に精通しており、郵便局付属の気象局長としてイギリスの王立気象台より遥かによく当たる天気予報を提供する。
カンムリサケビドリ（Crested Screamers）
ロンドン動物園で飼われている南米原産のカンムリサケビドリ。チープサイドが動物園に隣接するリージェンツ・パークに住んでいた頃、慣れない環境で元気を無くしていたカンムリサケビドリの為に好物のクロスグリを調達する為に腐心した。その後、チープサイドは子供のために肉を求めてミミズクの檻に侵入し、餌を失敬していたところを見つかってしまい、絶体絶命の危機に陥るが、隣の檻にいた彼らが大声で叫び出して人を呼び寄せてくれたことで一命を取り留める。

### 犬
ジップが主宰する「雑種犬ホーム」の会員や、その他の先生に協力する犬たち。

#### 雑種犬ホーム
ジップが先生の広大な庭に設けられた「動物園」の一角で主宰する雑種犬のための共同施設。純血種の犬は原則として入会を許されないが、その理想的環境から雑種でない純血種の飼い犬が入居を希望して飼い主とトラブルになることも多く、実際に純血種の犬が少なくとも3匹は特例で入会を認められている（1匹は後に退会）。後述の『ネズミ・クラブ物語』と同様に、ホームの会員である犬たちの体験談をまとめた『雑種犬ホーム物語集』という本も作成されており、この本には『郵便局』で披露された、ジップが「骨貸し屋」を開業し画家のジョージ・モーランドと再会した際のエピソードも収録されている。
トビー（Tobby）
『サーカス』で初めて登場した、ガブガブがお気に入りの人形劇に出演している小柄なプードル。「パドルビーのパントマイム」ではハーレクイン役を演じる。サーカス団の解散後は飼い主のヘンリーと別れてジップを頼り、ドリトル家の一員となってジップや親友のスイズルと共にホームを創設した。
スイズル（Swizzle）
『サーカス』で初めて登場した、道化師・ホップの飼い犬。サーカス団の動物たちの間ではムードメーカー的な役割を担っていた。「パドルビーのパントマイム」では警官役を演じる。サーカス団の解散後はホップと別れ、親友のトビーと共にジップを頼ってドリトル家に身を寄せ、ホームを創設した。
クリング（Kling）
『動物園』と『楽しい家』の「気絶した男」に登場するベルギー出身のテリア。周囲からは「探偵犬」と呼ばれているが、クリング自身はそう呼ばれることを余り好んでいない。「噛むと心が落ち着く」との理由で靴を齧る癖があり、特にボタン留めの茶色い革靴が好き。最初は詐欺師に飼われて金持ちに売られたふりをして屋敷の間取りを覚えて泥棒の手引きをしていたが、牧師の飼い犬に説教されて悔悛しブリュッセルで警察犬として働くようになる。いくつもの事件を解決し、「犬の名探偵」として名を馳せたが、刑事稼業が肌に合わず犬舎を脱走して渡英、空腹の余りネズミを食べて中毒を起こした所をジップに保護されてホームに住み着いた。『動物園』のムアスデン荘園火災事件と『楽しい家』のオニユリ号失踪事件では「探偵犬」の二つ名に恥じない名推理を披露する。
ブラッキー（Blackie）
『キャラバン』で、ツインクが保護されたハリスの店で売られていた猟犬。店が廃業した後、先生が買い取ってサーカス団に加わる。サーカス団の解散後はドリトル家に身を寄せ、ホームの一員となった。
グラブ（Grab）
ハリスの店で売られていた雑種のブルドッグ。ハリスが盗品売買に関わっていることを先生に教えて不法侵入容疑で警察に突き出される危機を救った。店が廃業した後、ブラッキーと同様に先生が買い取ってサーカス団に加わる。サーカス団の解散後はブラッキーと共にドリトル家に身を寄せ、ホームの一員となった。
ケッチ（Qetch）
『月からの使い』第1部に登場する「教授」の二つ名を持つホーム会員のテリア。トビーの旧友で、スコットランドの農家に生まれた。子犬の時に引き取りを希望した相手が気に入らず農場を飛び出し、ジプシーの馬車に帯同したり牧羊犬や修道院の飼い犬、森での野犬生活などを経てパドルビーへたどり着き、旧友のトビーと再会してホームに入会する。ドアの把手やコウモリ傘、様々な動物の骨など人間から見たらガラクタとしか思えないようなものを多数コレクションしており、ホームに設けられた体育館の一角に「犬の博物館」を開いた。
ローバー（Rover）
『楽しい家』の「船乗り犬」に登場する、話し上手で他のホーム会員からの人気が高い犬。ある船でマスコットとして飼われていたが規則にうるさい船長から邪険に扱われて逃亡を試み、海に落ちたところを船員のスヌーキー（Snooky）に救助される。その後、スヌーキーはローバーを他の船員に見つからないよう匿っていたが、犬の失踪を巡って船員の間で疑心暗鬼が巻き起こった末に船が座礁してしまう。ローバーは孤島で他の船員とはぐれたスヌーキーと共に行動し、他の船員が自力で海へ漕ぎ出した後もスヌーキーはローバーを置いて行けず島に留まったが、結果としてこの判断が功を奏してスヌーキーもローバーも通りかかった客船に救助された。
ぶち（Dapple）
『楽しい家』の「ぶち」に登場する、雑種ではなく血統書付きのダルメシアン。猟犬の自分を甘やかす飼い主のオズワルド夫人に辟易し、狂犬病を発症したように装って暴れ回りドリトル邸へ逃げ込んで来た。なお、ジップと旧知の画家・モーランドが飼っていた犬も井伏訳では「ブチ」と言う名前に意訳されているが、原文では"Spot"と言う別の名前である。
フリップ（Flip）
『月から帰る』に登場するアイリッシュ・セッター系の雑種。ごみの山を漁っていた野良犬として生活していた所をジップが見かねて月から帰って来た先生に紹介し、先生が月世界へ行っている間に多くの犬が去って寂れてしまったホームの再興に際して中心メンバーとなる。
スキッブ（Squib）
『月から帰る』に登場する、血統書付きのコッカー・スパニエル。狩りをしたことは無いが猟犬の血筋である自覚が強く、飼い主がチンのような愛玩犬として自分を扱うことに不満を抱いてホームへ身を寄せ、引き取りに来た飼い主を先生が説得して正式にホームの一員となった。捕まえ方は知らないが、一度は猟犬らしく鹿を追ってみたいと思っている。
プリンス（Prince）
『秘密の湖』第1部に登場する、血統書付きのアイリッシュ・セッター。先生達がアフリカへ旅立つ少し前、ジップの薦めでホームに入るが雑種でないことから他の犬からは敬遠されていた。また、猟犬としての誇りを持っているが当然ながら先生の庭では狩りが禁止されており、そのことを「ウサギ・ホテル」に出入りするウサギから嘲笑される生活に我慢が出来なくなったことからスタビンズに新聞広告を出してもらい、広告を見た新たな飼い主に引き取られて行った。本人及び血統書によれば祖父もコンテストで名を馳せた名犬。

#### その他の犬
ボッブ（Bob）
『航海記』に登場する、世捨て人のルカが飼っているブルドッグ。15年前の事件当時はまだ子犬であったが、ルカと共同で金を採掘していた青ひげのビルと検察側証人・メンドーサがルカの殺害を共謀していることを知り、ルカが露天掘りの穴からビルを引き上げている途中に危険を知らせるためルカの脚に噛み付いた。
マック（Mac）
『緑のカナリア』第3部に登場する、ウィンドルミアの町に住む雑種のスコッチ・テリア。窓ふき屋の原稿を盗んだ強盗が御者のジャックを脅してロンドンまで馬車を直行させようとしていた際にジップの要請で近隣の犬を集め、リーダーとして集団で強盗に飛びかかって馬車から引きずりおろしジャックの危機を救った。

### ネズミ・クラブ
ネズミ・クラブ（Rat & Mouse Club）は、かねてから白ネズミが設立を考えていたネズミ科の為のクラブ。先生がネズミ専用の文字を考案し、スタビンズが「スタビンズ&スタビンズ書店」名義で豆本を印刷したことから園内の施設でも特に発展を遂げ、ネズミのライフサイクルに合わせて年1回でなく月1回、クラブの設立日を記念して「ツキヅキ記念宴会」が開催されるようになる。その宴席でホテルに住んでいたネズミの冒険譚が披露され、好評を博したことから会員が毎晩、交代で体験談を語り『ネズミ・クラブ物語』言う本にまとめられることになった。
ホテル・ネズミ（Hotel Rat）
本名はスナップ。2匹の兄・スニップとスノッブと共にホテルの地下室で暮らしていたが猫から逃げて窓の外へ飛び出した際に乳母車の車輪で後ろ足を轢かれ、スリッパを担架代わりにしてキャベツの荷車に乗せられ遠く離れたパドルビーで先生の診察を受けることになる。
火山ネズミ（Volcano Rat）
イタリア半島とおぼしき異国情緒を漂わせた年配のネズミ。火山の噴火で灰に埋まった廃墟の街にネズミを移住させ、高度な文明を持った「ネズミ連合共和国」の栄枯盛衰について語る。
博物館ネズミ（Museum Mouse）
ロンドンの博物館でジェレマイア・フーズルバック教授の標本室に置いてあった鳥の巣で暮らしていたらガラスケースの展示室に閉じ込められ、脱出した際の苦労話を語る。
牢屋ネズミ（Prison Rat）
反政府活動に身を投じていた画家のマイクルと仲良くなるが、マイクルが逮捕されてしまったので行方を追って各地の刑務所を巡り歩いた。ある刑務所でようやくマイクルとの再会を果たし、小型のやすりを調達して脱獄を手助けする。『月から帰る』では、静かな環境を求めてゴレスビー・セントクレメンツ警察署の窓を割り拘置所に収容された先生を救出すべく白ネズミと共謀し、アナグマを動員して警察署の地下を掘り起こさせた（地盤沈下同様になり庁舎が傾いてしまった）為に警察はたまりかねて刑期の途中で先生を釈放した。
うまやネズミ（Stable Mouse）
馬小屋に住んでいた牝のネズミ。厩務員の少年とコクマルガラスの知恵比べ、そして籠に入れられたコクマルガラスに夫を捕らわれて脱出を手助けさせられた際の顛末について語る。

### 引退した辻馬車馬、荷馬車馬の会
先生が『サーカス』で開設した「引退した辻馬車馬、荷馬車馬の会」の会員や、入会を予約している馬たち。
トグル（Toggle）
老いた農耕馬。視力が落ちて仕事ができなくなるが、獣医に見当違いの診断ばかりされて閉口していた。ドリトル先生に眼鏡をもらって視力を取り戻した後『サーカス』で再会し、同境遇の老馬たちと先生が買い取った牧草地で「引退した辻馬車馬、荷馬車馬の会」を結成して休養牧場で悠々自適の生活を送る。
ベッポー（Beppo）
『サーカス』に登場するブロッサム・サーカスの年老いた馬車引き馬。先祖はジュリアス・シーザーの愛馬であった。ニーノが病気で「しゃべる馬」の演目が中止されかかった際に、先生と共に代役で出演して大成功を収めた。サーカス団を退役した後、先生が買い取った牧草地に「引退した辻馬車馬、荷馬車馬の会」を設立し、トグルと共に悠々自適の余生を過ごす。
オニユリ号（Tiger Lily）
『楽しい家』の「気絶した男」に登場する牝馬。地主のジェンキンスに飼われていた評判の名馬であるが、飼料の代金を騙し取っていた厩務員のラングレーとスメドレーを嫌って逃亡し、休養牧場へ逃げ込んだ。結局、クリングが事件を解決してラングレーとスメドレーはジェンキンス家を去ることになったので将来「引退した辻馬車馬、荷馬車馬の会」の会員となる約束を取り付けてジェンキンス家の厩舎へ戻って行った。この事件のトリックにはシャーロック・ホームズの一編『白銀号事件』（1892年）の影響が見られる。

## アフリカの人物と動物
第1巻『ドリトル先生アフリカゆき』、第3巻『ドリトル先生の郵便局』、第10巻『ドリトル先生と秘密の湖』に登場する人物と動物。

### ジョリギンキ王国と周辺地域
ジョリギンキ国王（King of Jolliginki）
先生の一行が乗った船が座礁したアフリカの王政国家・ジョリギンキ王国の国王。以前に歓待した白人が無断で国内の金を採掘したり象牙を目当てに象を乱獲してそのまま行方をくらましてしまったことに腹を立てており、白人であると言うだけの理由で先生を投獄するが機転を利かせたポリネシアの狂言に踊らされて一旦は釈放する。ポリネシアに騙されたことに気付き、追っ手を逃れて猿の国で広まっていた伝染病を治して再びジョリギンキ領内に戻って来た先生を捕らえるが、先生はバンポ王子の願いを叶えてその手引きで脱獄した。
エルミントルード（Ermintrude）
ジョリギンキ王妃。昼間は椅子に座りながら眠っていて、夜は舞踏会に出掛けるのが日課になっている。国王が先生の声真似をしたポリネシアに脅されて先生達を釈放した際に、寝室からオウムが飛び立つのをたまたま目撃して国王に知らせ、国王は騙されたことに気が付いた。第2作『航海記』でのバンポの言では、国王には王妃のエルミントルードだけでなく120人の夫人がいるとされている。
ライオンの大将（Leader of the Lions）
ジョリギンキと断崖絶壁で隔てられた猿の国で威張り散らしている雄のライオン。先生に猿の看病を手伝うように頼まれた際、最初は「百獣の王たるライオンが猿如きの看病など出来るか」と鼻であしらっていた。ところが、妻の雌ライオンから先生への非礼を叱責されたことと子供が病気になったことで一転して先生に協力を申し出る。

### ファンティポ王国と周辺地域
先生が避寒の為に再び西アフリカへ航海へ出た際、郵政大臣に任命されたファンティポ王国と周辺地域の関係者。ファンティポとその周辺の地誌についてはドリトル先生の郵便局#作品の舞台を参照。

#### ファンティポ王家
ココ王（King Koko）
『郵便局』と『秘密の湖』に登場する。ファンティポ王国の国王。新し物好きで、甘いものに目がない。イギリスで考案されて世界各地へ広まっていた郵便制度をいち早く導入したものの、肖像入りの切手をコレクターに売り付けることに偏重し、肝心の集配制度が杜撰を極めていた為にトラブルが多発。このことを厳しく指摘した先生を郵政大臣に任命して、郵便事業の再建を要請する。
ウォラボラ王子（Prince Wolla-Bolla）
ココ王の弟。風邪に悩まされている。王子が船上郵便局へよく切手を買いに来ることに目を付けた先生は、切手の糊に風邪薬を混ぜて流行を抑えるアイデアを思い付いた。

#### ファンティポ周辺の人物
ズザナ（Zuzana）
夫のベッグウィが奴隷として売り渡されてしまい、奴隷船をカヌーで追って取り残された所を先生に保護された黒人女性。ベッグウィは戦争でファンティポ王国の捕虜となり、ズザナが同国のココ王に掛け合ってズザナの親戚が所有する家畜と交換にベッグウィを返してもらうよう約束を取り付けるが、ファンティポの郵便制度が杜撰で親戚に宛てた手紙が期日までに届かなかったことからベッグウィは奴隷商人に売り渡されてしまった。
ニャムニャム酋長（Chief Nyam-Nyam）
ココ王の旧友。強力な軍隊を持つエレブブ国とアマゾネス部隊を持つダホミーと言う2つの隣国に領土を脅かされており、痩せた土地しか持たないことから部族は貧困に喘いでいた。沖合のハーマッタン岩礁に棲むヘラサギから先生宛てに小包で真珠が送られて来たことから、この岩礁で真珠が採れることがわかり、たちまち西アフリカ有数の裕福な部族となる。
オボンボ（Obombo）
ニャムニャム酋長の娘婿。部族が隣国に脅かされて貧困に喘いでいるのは年老いた義父の無能が原因だと内乱を煽っていた。ところが、先生がニャムニャム酋長の元を訪れてから真珠が採れるようになったことと白ネズミが動員したネズミの大群がダホミーのアマゾネス部隊を退けたことで酋長の統率力が再評価され、たちまち信用を失いジャングルの奥へ逃亡してしまう。
エレブブ国の首長（Emir of Ellebubu）
ダホミーのアマゾネス部隊と共にニャムニャム酋長の部族を脅かしていたエレブブ国の首長。ハーマッタン岩礁で真珠が採れるようになってニャムニャム酋長の部族が裕福になった矢先に軍隊を差し向けて侵攻し、全土を制圧して先生をとニャムニャム酋長を捕らえてしまう。先生は窓の無い牢屋に監禁されるが、ハーマッタン岩礁の鵜は先生の伝言に従って真珠の入った牡蠣を水揚げしなかったので期待していた通りの利益を得られなかった。そこで、獄中の先生に水や食料を一切与えないことにするが、牢屋の穴から白ネズミが水や食料を運んで来たので先生は餓死するどころか至って健康な様子を見せ「この白人は呪術を使っているのではないか」と恐れを為した首長は先生とニャムニャム酋長を解放し、ニャムニャム領から全面撤退する。

### ジュンガニーカ湖
大洪水の物語にまつわる人物と動物はドリトル先生と秘密の湖#大洪水の物語にまつわる人物・動物を参照。
ミズヘビ（enormous snake）
アフリカの奥地に有る「秘密の湖」ジュンガニーカ湖に棲む、旧約聖書に書かれた大洪水を生き残ったと自称するリクガメ・ドロンコの手紙を携えて郵便局を訪れた巨大なヘビ。先生の求めに応じ、カヌーを牽引してマングローブの奥に眠る秘密の湖へ案内する。
ドロンコ（Mudface）
『郵便局』と『秘密の湖』に登場。河合訳では「どろがお」。アフリカの奥地、ジュンガニーカ湖に住む巨大なリクガメ。ノアの方舟に乗った動物のつがいだったが、ノアと対立し独自の道を歩んだ。地震で生き埋めになったところをチープサイドの通報で駆けつけたドリトル先生一行に救出され、数千年前の証言をした。
ベリンダ（Belinda）
ドロンコの妻。ドロンコがマシュツ王の動物園で飼育される為に捕らわれた際には夫と別行動を取っていたため難を逃れ、大洪水の後にドロンコと再会するがエバーとガザが方舟への乗船を拒まれたことから夫と共に方舟を降り、2人を連れて長い旅を続けた末にアメリカ大陸へたどり着く。その後はドロンコと共にジュンガニーカ湖へ戻るが、今なおアメリカ大陸の住民を「エバーとガザの子孫たち」と呼び、時おり大西洋を渡って様子を見に行っている。ジュンガニーカ湖の一帯を襲った地震でドロンコが生き埋めになった際は湖を離れていたが、ドロンコから話を聞き終えた小ファンティポ川を下る先生の一行と対面した。相手に質問を投げる際には「どれか1つは答えてもらえるだろう」と考えてか、必ず3つに分けて質問をする癖がある。
ジム（Jim）
『アフリカゆき』で、見世物生活を嫌がってサーカス団から逃亡したクロコダイル・ワニ。歯痛でドリトル先生に掛かったのを契機にワニの涙を流して先生に頼み込んだため、ドリトル家に引き取られる。しかし、ジムを飼うようになってから町の人々が怖がってペットや家畜を連れて来なくなってしまい、腹を立てたサラがドリトル家を出て行く直接の原因となった。『アフリカゆき』で先生と別れてポリネシア、チーチーと共に故郷のアフリカで暮らし『秘密の湖』で先生と再開。ニジェール川からワニの大群を率いてジュンガニーカ湖に駆け付け、地震で生き埋めになったドロンコを救出した。

### 悪人
ベン・アリ（Ben Ali）
『アフリカゆき』に登場。「バーバリの竜」の二つ名でバーバリ沿岸の大西洋を荒らしている海賊の頭領。スループ船「粋なサリーさん」号（Saucy Sally）の船長に海賊団へ加わるよう強要するが断られた為に船長の甥であるトレベルヤン（Trevelyan）少年を人質に取って船を沈め、船長を岩礁へ置き去りにした。先生がジョリギンキから脱出しバンポ王子の用意した船でイギリスへの帰路に就いた途中、船を襲撃するが先生の一行はネズミから船底が腐って沈没寸前であることを知らされていたのでカナリア諸島の無人島に停泊して難を逃れ、逆に船を襲った海賊団の方が沈没に巻き込まれる。先生と意思疎通を図ったサメに陸上へ追い立てられたバーバリの竜と海賊団員は先生から海賊団を解散して農家となり、島でカナリアの餌を作るように命じられる。
ジミー・ボーンズ（Jimmie Bones）
『郵便局』に登場。1833年に奴隷制度廃止法が成立して以降も違法に奴隷売買を続けている犯罪者。イギリス帝国勅命により指名手配されており、海軍の最新式戦艦・ヴァイオレットが追跡の任に当たっていた。ヴァイオレットは先生の協力で給水の為に接岸していたボーンズの奴隷船に接近するも、砲手の1人が誤って大砲を撃った音で追っ手に気付き急いで逃亡する。しかし、スピーディ・ザ・スキマーの協力で先生が空いていた大砲から発射した砲弾が奴隷船のマストに命中して折ってしまい、敢え無く海軍に拿捕された。
ジャック・ウィルキンス（Jack Wilkins）
『郵便局』に登場。西アフリカで真珠の密漁をしている漁師で、先生がハーマッタン岩礁のヘラサギから送られて来た真珠を書留郵便で返送した際に配達を担当した鳥が小包を紛失した事件が発生した際に小包を盗んだのではないかと疑われる。しかし、実際はウィルキンスでなく芽キャベツが入っていると思って小包を盗んだリスの犯行であった。

## 航海記の人物と動物
第2巻『ドリトル先生航海記』のみに登場する人物と動物。

### 巡回裁判の関係者
第2部において、人目を避けるように隠棲し「世捨て人」と呼ばれていたルカが殺人容疑で逮捕された事件の巡回裁判に関係する人物。
パーシー・ジェンキンス（Percy Jenkyns）
ルカの弁護士。ボッブの目撃証言を通訳すると言う先生の提案に賛成し、裁判長にボッブを証言台に立たせるよう求めて受理される。なお、パドルビーの地主・ジェンキンスは"Jenkins"で、僅かに綴りが異なる。
メンドーサ（Mendoza）
15年前、死亡したビルと共にルカの殺害を企てていた首謀者。ルカがビルを露天掘りの穴から引き上げていることに気付かず、ルカを背後から狙撃しようとするがボッブがルカの脚に噛み付いてビルを引き上げていたロープから手を離してしまい、狙撃は失敗に終わる。検察側証人としてビルの転落死をルカが金を独り占めしようとした計画的殺人であると主張していたが、ボッブの証言を先生が通訳する弁護側の提案が裁判長に受理され法廷から逃亡した。

### カパ・ブランカ島
度重なる密航者のせいで食糧不足に陥った先生の一行が立ち寄ったカパ・ブランカ島はスペイン領だけあって闘牛が盛んに行われているが、先生はイギリスで盛んなキツネ狩りと同様に闘牛を「野蛮な悪習」と断じて嫌悪しており、成り行きで闘牛の全面禁止を賭けて本職の闘牛士と対決することになってしまう。先生の名前"John Dolittle"はスペイン語に直訳すると"Juan Hagapoco"（ホアン・アガポコ）となり、島の子供からはこの呼び方で囃し立てられていた。
ドン・エンリケ・カルデナス（Don Enrique Cardenas）
カパ・ブランカ島の港町・モンテベルデの有力者。先生が街中でスペインの闘牛は如何に野蛮な悪習であるかの持論を述べていた所に通りがかって口論となり、先生が本職の闘牛士と対決して勝ったら島内での闘牛を全面禁止するとの条件を受け入れる。その後、第三者を装ったバンポからの申し出を受けて個人的に3000ペセタを賭けさせられた。
ペピト・デ・マラガ（Pepito de Malaga）
島で一番人気の闘牛士。"de Malaga"は「マラガ出身」の意。先生と島内での闘牛全面禁止を賭けて対決するが、一度に5頭の牛を相手にさせられて怖じ気づき闘牛場から逃亡してしまう。この結果、闘牛の全面禁止が決定し先生の一行は場内に投げ込まれた多数の宝石とバンポがドン・エンリケから受け取った賭け金の3000ペセタを手にするが島民の多くは闘牛禁止に激怒して暴徒と化し、一行は物資の調達もそこそこに急いで出港せざるを得なかった。

### クモザル島
ロング・アロー（Long Arrow）
頭に羽をつけた立派な体格と容貌の人物。学界では全くの無名であるが、第一人者として先生が尊敬しているインディアンの博物学者。薬草を求めてクモザル島に渡ったが、行方不明となっていた。洞窟に生えるコケを探していた際に岩盤の崩落で閉じ込められ、仲間とともに先生に救出されその恩に深く感謝した。お互いの人間の言語が分からないため、先生は初対面に際して様々な動物の言語でコミュニケーションを試みた結果、ワシ語での意思疎通に成功した。
ペルーのアンデス山脈を拠点に活動しているが、先生と同様に長く同じ場所に留まっていられない性分であり先生はミランダやその娘のエスムラルダからロング・アローの消息を伝え聞いており『月からの使い』や『秘密の湖』では再び消息不明とされている。
彼が発見・採集した薬草の効能はドリトル先生をして「我々がこれまで使ってきた良くない薬の半分に取って代わる」程のものという。
ジャビズリー（Jabizri）
クモザル島などごく限られた地域のみに生息する希少種のカブトムシ。岩盤の崩落で洞窟に閉じ込められたロング・アローが救援を求める絵文字を書いた葉を足にくくり付けて逃がし、先生がそのメッセージに気付いてロング・アローを救出した。
大ガラス海カタツムリ（Great Pink Sea Snail）
ガラスのように透き通ったピンク色の殻を持つ巨大な巻貝。殻の中には人を乗せることもできる。巨大な浮き島であったクモザル島の空気穴が抜けて沈降した際に尻尾が挟まれて捻挫してしまい、先生の治療を受けた。クモザル島の王に祭り上げられ、2年余りを過ごした先生をイギリスに帰還させる為にポリネシアが中心になって手筈を整え、イギリスまで送り届けた。会話の際にはヒトデ、ウニ、イルカと通訳を三つ介する必要がある。

### その他の人物・動物
ベン・ブッチャー（Ben Butcher）
「腕利きの船乗り」を自称する巨漢。先生が手配した船の操舵に必要な人数を確保していないことを聞き付けて売り込みに来るが、協調性の無さを見抜かれて拒否される。それでも諦め切れず、船の食糧庫に忍び込んで塩漬け肉を食い荒らした末に発見されて食堂に監禁され、痩せ細った所を寄港先のカパ・ブランカ島で降ろされた。
銀色フィジット（Silver Fidgit）
魚介類の言葉を研究する為に先生が捕獲した珍種の魚。南太平洋で生まれ、アメリカ西海岸で妹と共に捕獲され水族館で展示されていた際に人間の言葉や歌を覚えるが、意味は理解していない。狭い水槽での生活に嫌気が差したことから妹と共に死んだふりをして体良く海に捨てられ、再び自由の身となった。

## サーカス時代の人物と動物
第4巻『ドリトル先生のサーカス』、第6巻『ドリトル先生のキャラバン』、第11巻『ドリトル先生と緑のカナリア』に登場する人物と動物。

### サーカス団の関係者
アレクサンダー・ブロッサム（Alexander Blossom）
ブロッサム大サーカスの団長。先生が群衆の前で呼び込みを行っていたブロッサムにサーカス団へ帯同したいと申し出た際、先生の体格を見るなりハンプティ・ダンプティになぞらえた。最初の頃は巡回動物園の待遇改善を始めサーカスの劣悪な環境にあれこれ口出しする先生を疎んじており、偽薬騒動でストーベリーの興行が中止になった際に対立が頂点に達するがヘラクレス達が先生の擁護に回ったことから、一転して先生と和解する。先生が代役を立てて「人の言葉を解する馬」の見世物が大成功を収めた直後に、マンチェスターでの興行収入を持ち逃げした。
ヘラクレス（Hercules）
ギリシア神話の英雄・ヘラクレスにちなむ芸名を持つ怪力自慢の大男。演技中に誤ってダンベルを落として肋骨を折る重傷を負った所に居合わせた先生の治療を受けてから、他の団員と上手く行っていなかった先生を擁護するようになる。
ファティマ（Fatima）
ヘビ使いの中年女性。団長であるブロッサムの腰巾着として振舞っており、無害なヘビに縞模様を塗って毒ヘビのように偽装したりクロロホルムを嗅がせて大人しくさせていることを先生に咎められてから何かにつけて先生を目の敵にしていた。偽薬騒動に乗じてブロッサムに讒言を吹き込み先生をサーカス団から追い出そうとするが、ヘラクレスが先生の擁護に回ったことから目論見が外れて逆に自分がサーカス団を追放されてしまう。この際、ファティマに使役されていたヘビは全て先生が貯金をはたいて買い取り、ダブダブを呆れさせた。
ピント兄弟（Pinto brothers）
ブランコ曲芸師の兄弟。ヘラクレスの甥に当たる。
ホップ（Hop）
道化師。サーカス団のムードメーカーになっている犬・スイズルの飼い主。ピント兄弟と仲が良い。サーカス団の解散後、スイズルと別れた代わりにツインクを引き取った。
ヘンリー・クロケット（Henry Crockett）
ガブガブが気に入っている人形劇の座長。パペットの相手を務める犬・トビーの飼い主。サーカス団の解散後は先生がトビーを引き取った。
ボルネオ島の野人（wild men of Borneo）
東南アジア・ボルネオ島出身の野人とされる男性達。当然ながら、野人を装った見世物の演技であり興行の時以外はシャツにネクタイ姿の正装である。
ひげ女（bearded ladies）
ひげを生やした女性達。ひげは見世物用の付けひげであり、興行の時以外は顔から取り外してカバンにしまい込んでいる。
ブラウン医学博士（Dr. Brown）
先生がオットセイのソフィーを逃亡させてストーベリーの町でサーカス団に合流した際に、香料を混ぜたラードの偽薬を売っていた自称・医学博士。ダラム大学医学部の博士号を持つ本物の医師であるドリトル先生に、衆目の下で詐欺を暴露されてサーカスを追放される。その後は改心して、『キャラバン』で先生の前に再び現れて自ら開発した馬用の薬の評価を依頼し、本当によく効くとのお墨付きを得た。
フレッド（Fred）
先生が逃亡した前団長・ブロッサムに巡回動物園で飼育している動物の待遇改善を受け入れさせた際に雇った動物の世話係。サーカス団を解散した後、飼われていたヒョウ・ライオン・ゾウを特注の船でアフリカへ送り返す為の船旅に同行する。

#### サーカス団の協力者
ドリトル・サーカス、或いはその前身であるブロッサム大サーカスの協力者。
フレデリック・ベラミー（Frederic Bellamy）
『サーカス』に登場。イギリス第2の都市・マンチェスターに在る円形劇場の支配人。先生がベッポーを代役に立てた「しゃべる馬のニーノ」の演目に感心し、サーカス団の誘致を申し出るがこの興行を最後にベッポーを引退させると決めていた先生は一旦、この申し出を断る。その後も諦めずに交渉を続けた結果、動物達が自主的に練り上げた演目「パドルビーのパントマイム」上演を実現して大成功を収めた。ブロッサムがマンチェスターでの興行収入を持ち逃げして失踪した際には、新生ドリトル・サーカスの旗揚げに際して様々な便宜を図ってくれた。
金持ちの博物学者（rich naturalist）
『キャラバン』に登場。シリーズ全編を通しても珍しいほど先生に協力的な名士だが、具体的な氏名は明かされていない。ロンドン郊外に広大な邸宅を構えており、オペラに出演させる為に庭で飼っているペリカンとフラミンゴの貸し出しを先生が希望したところ快く承諾した。以後も同じ博物学を志す者として先生と意気投合し、先生が「動物銀行」を開業した際も出資者に名を連ねている。この人物について、南條竹則はドリトル先生のモデルの1人としても名前が挙がることのあるウォルター・ロスチャイルド男爵（1868年 - 1937年）がロフティングの念頭に在り、その為に名前を出すのを憚ったのではないかとの説を提示している。
ウィルソン（Wilson）
『キャラバン』に登場する金持ちの博物学者の知人。サーカス団の解散に当たり、巡回動物園のオポッサム（ハリガリ）と先生が引き取った4匹のヘビを生まれ故郷に返すよう依頼され、共にアメリカへ渡航する。

### サーカス団の動物
ハリガリ（Hurri-Gurri）
巡回動物園で「南米・パタゴニア産の珍獣」として紹介されている有袋類。実際は南北アメリカ大陸に広く分布するオポッサム（和名・フクロネズミ）のことで、先生はさして珍しい動物ではないと評している。
ソフィー（Sophie）
アラスカ生まれで、人間に捕獲されてイギリスへ連れて来られ芸を仕込まれた雌のオットセイ。かつて先生がファンティポ郵便局で発行していた『北極マンスリー』の愛読者であった。病気の為に所有者のヒギンズと共にサーカス団を一時離脱していたがアッシュビーの町で再び合流する。かねてから巡回動物園の劣悪な環境に憤慨していた先生はソフィーの身の上を聞かされて脱走の手助けを決め、ブロッサム達に気付かれないよう所用を装ってサーカス団から離脱したうえでマグ夫妻らの協力を得て水槽を出たソフィーと合流し苦難に満ちた逃避行を繰り広げる。
ニーノ（Nino）
ブロッサムがフランス人から買い取り、サーカス団の主要演目となった「しゃべる馬」。実際は特定の合図で「3+4=7」のような簡単な計算に蹄を鳴らして答えたり、首を縦・横に振って「はい」「いいえ」を答えるように見せかけているだけだが、ブロッサム大サーカスの見世物の中では特に人気が有る。
巡回動物園のライオン（Mr. Lion）
巡回動物園で飼われているライオン。ドリトル・サーカスの旗揚げ直後、檻の中で体がなまっていると訴えヒョウと共に時間を決めて外出を許可されるが、道に迷って空腹の余り鶏舎を襲いニワトリを食べ尽くす騒ぎを引き起こした。『キャラバン』で先生が「動物銀行」を開設した際には、先生に付き添われて特別な預金通帳を作ってもらった。
踊る象のジォージォー（Jojo, the Dancing Elephant）
サーカス団の象。"Jojo"という名前は『サーカス』の第4部に出て来るのみで、それ以外の場面では単に"elephant"とされている。ブロッサム大サーカスの時代は巡回動物園の不潔な檻で飼われ、ニーノの前座として踊りを見せていた。サーカス団の解散後、特注の船でヒョウやライオンと共にアフリカへ帰郷するが長年の友であるライオンに付き添ってジャングルの奥へ姿を消し、サーカス時代に覚えた芸をジャングルの動物たちに見せて余生を過ごす。その様子は現地の住民たちの間で「ジャングルの幽霊」の伝説として広まって行った。

### ピピネラに関係する人物と動物
「カナリア・オペラ」で主演したピピネラの飼い主や、その他のピピネラに関係する人物や動物。
ジャック（Jack）
ピピネラが生後、最初に引き取られた宿屋・七海亭（Inn of the Seven Seas）に出入りしていた乗合馬車の御者。ピピネラはいつも角砂糖を用意してくれるジャックがお気に入りで、ジャックの為に陽気な歌「馬具ジャグジャグ」を作曲した。
マージョリー（Marjorie）
ピピネラを七海亭から買い取った侯爵・ヘンリー（姓及び所領名は不明）の夫人。労働者を顧みない夫の姿勢をいつも嘆いている。自分を買い取ったヘンリーに対しては軽蔑の念を抱いていたピピネラもマージョリーの境遇に同情し、マージョリーを元気づけようとするが侯爵の城は暴徒の襲撃に遭い、ヘンリーは惨殺されマージョリーは海外への亡命を余儀なくされた。
ロージーおばさん（Aunt Rosie）
炭鉱で毒ガス検知の為に飼われていたピピネラを物珍しさから買い取ったおせっかい焼きのおばさん。ウィンドルミアの町に住んでおり、ピピネラを最初の夫・ツインクに引き合わせた。先生が窓ふき屋の行方を追ってロージーおばさんの家を訪ねた際に飼われていたオウムは『アフリカゆき』でイギリスに帰る先生を見送ってアフリカに留まったポリネシアの遠縁の親戚であったり、グリムブルドンからリヴァプールへ転居した先生の妹・サラが縫物のサークルでロージーおばさんの家に通っていたりと先生との間に奇妙な縁がある。
ステファン（Stephen）
ロージーおばさんからピピネラを引き取った、ウィンドルミアの郊外にある風車小屋に住んでいた窓ふき屋。「ステファン」は仮の名前で、その正体は先のローボロー公爵であった。母国（ヨーロッパ大陸の王制国のどれかと見られる）で困窮する庶民の生活を見かね爵位を弟に譲って流浪のジャーナリストとなり、イギリスへ渡って風車小屋で原稿を書いて啓蒙書を出版したことで母国の政府から付け狙われている。風車小屋でのピピネラを置き去りにした失踪劇は、母国の政府が前公爵を強制送還して裁判に掛ける為に拉致し、強引に母国へ向かう船に乗せたと言うのが真相であった。母国へ向かう船から脱出したステファンはエボニー島近くの小島で救助を待っていたが船は来ず、いかだを作って沖合を漂流していた所を客船に救助されその船で飼われていたピピネラと再会を果たすが、原稿を回収する為に戻って来た風車小屋で再びピピネラと離ればなれになってしまう。幾人もの飼い主の手に渡ったピピネラが最も信頼を寄せる人物であり、先生の協力で原稿を取り戻した後は再びピピネラと暮らすようになった。
ニッピー（Nippit）
ピピネラの飼い主であった窓ふき屋が姿を消した後、嵐で籠が吹き飛ばされて自由の身となったピピネラに野鳥としての生き方を伝授した雄のカワラヒワ。ピピネラは前の夫であったツインクよりもニッピーの方によほど異性として魅力を感じ「カワラヒワの愛の歌」を作曲した。しかし、ニッピーに誘われたウィンドルミアから遠く離れた森で別の雌に引き合わされて破局を悟ったピピネラは、ニッピーと別れて見知らぬ異国の情緒を求め南へ飛び立って行った。

### その他のサーカス団時代の人物・動物
団員や協力者以外で、ドリトル・サーカス団長時代の先生に関わった人物。
ランスロット・ディングル牧師（Reverend Lancelot Dingle）
『アフリカゆき』で先生に愛想を尽かしてパドルビーの家を出た先生の妹・サラの夫の牧師。『郵便局』で先生はサラが嫁いだ先を知らないと述べており、『サーカス』が初登場となる。国教会でパドルビーを含むグリムブルドン教区の教区長を務めており、先生がブロッサムにサーカス団への帯同を交渉している場面に夫婦で出くわした。サラが先生に「教区長の義兄がサーカス団に入るなんて世間体が保てない」と苦言を呈したことを受けて先生は当初「ジョン・スミス」と偽名を使っていたが、元患者からすぐにジョン・ドリトル先生その人であると見破られてしまう。後にリヴァプールへ異動となり、サラを連れてイースト・エンドのスラムを視察していた際も先生にばったり出くわしている。『パリでロンドンっ子と出会う』でもパリ観光中のサラとともに登場した。
ウィリアム・ピーボディ卿（Sir William Peabody）
『サーカス』に登場する治安判事。先生の幼馴染みだが、趣味のキツネ狩りを巡って先生と意見の相違が有り互いの仲は良好とは言えない。イングランド南西部・ブリストル近郊でソフィーを海に放した先生が沿岸警備隊員に殺人容疑で逮捕された際に、先生の身元を保証して直ちに釈放させて帰りの馬車代・20ギニーを貸し付けた。
イヌホオズキ（Nightshade）
『サーカス』に登場する、アップルダイク近郊の森に住む牝のキツネ。6匹の子供のうちの一匹、タンポポ（Dandelion）が生まれつき扁平足の為に困っていた。ピーボディ卿が飼っている猟犬に怯えていたが、キツネ狩りを嫌悪する先生から強い刺激臭のするユーカリプタス油の瓶をハンカチに包んだ「ドリトル博士救急袋」を作ってもらう。6匹目の子にはまだ名がなかったが、これを機会に「ユーカリプタス」と命名することにする。以後、ピーボディ卿の猟犬はユーカリプタス油の刺激臭で自慢の鼻が使い物にならなくなり、アップルダイク一帯でのキツネ狩りはすっかり廃れてしまった。また、卿の所有するディチャムの猟犬隊も解散に追い込まれる。
ハリス（Harris）
『キャラバン』に登場。ピピネラの最初の夫・ツインクが売られていたイースト・エンドのペットショップ店主。店内は極めて不衛生でツインクを含む多くの鳥や犬が病気を患っており、その惨状を聞かされた先生はマシューと共に閉店後の店内へ忍び込んで野鳥を全て解放する。野鳥を解放された直後は先生を警察へ突き出すと息巻いていたが、裏で盗品売買を行っていることを先生から指摘されて敢え無く廃業に追い込まれた。
ニコロ・パガニーニ（Niccolò Paganini）
『キャラバン』に登場した実在の音楽家。先生は若い頃にウィーンでパガニーニの演奏を聴いたことがある。「カナリア・オペラ」の初回公演で観客席にいた所を先生が発見し、ガブガブはピグニーニという名前の人物だと早合点した。オペラの上演中、普通の人間では分からない高音階の歌声を聞き分けた。終演後、「動物語が話せると言うと狂人・山師扱いされる」と臆する先生に対して、「動物ときちんと意思疎通が出来なければ、こんなに見事な出し物は不可能だ」と激賞した。
ジュール・プーラン（Jules Poulan）
『キャラバン』に登場する、香水メーカーを経営するフランス人。『アフリカゆき』で嗅ぎタバコの僅かな匂いを手掛かりに人命を救ったジップを新商品開発の調香師にしたいと希望し、先生の通訳でジップが技師の指導に当たった。なお、商品開発会議で、犬にとっての“いい匂い”と人間のそれは全く異なるという事も明らかになった。

## 昆虫たち
『ドリトル先生と月からの使い』で先生が動物や魚介類に続き、1837年にアメリカでサミュエル・モールスが発明した電信機を改良した大がかりな実験装置を使用して会話を試みた昆虫たち。
タンジェリン（Tangerine）
先生が虫の言葉を研究し始めた初期の段階で意思疎通に成功したハチ。名前はタンジェリン・オレンジのマーマレードが好物なので仮に付けられた。丘の支配権を巡って戦争が起きる寸前、一方の軍の将軍が乗っていた馬を刺して退却させ、開戦前に全軍撤退へ追い込んだ際の武勇伝を披露する。
ゲンゴロウ（Water Beetle）
ある池に住んでいたゲンゴロウ。鳥の足に付着した泥と共に長距離を旅行し、熱帯の沼地で仲間と共に繁殖してから元の池に戻るまでの冒険譚を披露する。

## 月世界の人物と動物
ジャマロ・バンブルリリイ（Jamaro Bumblelily）
月からの使者として訪れた巨大な蛾。宇宙を飛行することができる。
オーソ・ブラッジ（Otho Bludge）
『月へ行く』で登場した月の住人。元は平凡な地球人だったが、天変地異に巻き込まれて月に飛ばされ、その後現地の気候の作用で不老不死の巨人となっている。
健康を損ねリウマチになったため、ドリトル先生のもとへジャマロ・バンブルリリイを使いに出す。

## その他の人物
その他、回想に登場する人物など。
バトルブリッジ伯爵未亡人（Dowager Countess of Battlebridge）
『月からの使い』に登場。品評会に犬を出品することが趣味で、先生を信頼している伯爵未亡人。特に自慢していた血統書付きの愛犬・ジャニタ（Juasnita）がまげを結ったような頭をした5匹の子犬を先生の屋敷に逃げ込んで出産した際に、ジャニタの無事を喜んだ反面、子犬に対しては雑種だからと当初は興味を示さなかった。しかし、先生から子犬達が非常に賢いことを聞かされて考えを改め「フィジーのまげ髪テリア」として社交界で大流行させる。子犬の内1匹は、ペルシャの国王が強く希望しテヘランの王宮で飼われることになった。多くの上流階級関係者と違い、先生が動物と意思疎通出来る特殊な能力の持ち主であること（動物語を話せるという意味ではない）を理解している。
マチルダ・ビーミッシュ（Matilda Beamish）
『月から帰る』に登場。ジルスバラの町に住む先生と旧知の貴婦人。自宅で動物虐待防止協会の支部定例会に伴う宴席を開いていたところ、誰にも邪魔されず仕事に専念する環境を欲していた先生が30日間の拘禁刑を命じられる目的で窓ガラスを割って、身柄を拘束される。しかし、拘禁刑の略式命令が下される直前に夫人が裁判所を訪れて5ポンドの罰金を肩代わりし、先生は留置場に入り損なってしまった。